# Salomon et Marcolf
Salomon et Marcolf est une histoire ayant fait l'objet de plusieurs versions au cours du Moyen Âge européen, en particulier sous la forme d'une nouvelle en latin,  Dialogus Salomonis et Marcolphi.
Elle met en scène le roi biblique Salomon et un personnage rustre ou un bouffon, qui s'affrontent dans un dialogue souvent parodique.

## Historique
Le dialogue serait cité parmi les textes interdits dans le Décret de Gélase du VIe siècle, où il apparaît sous le titre de Scriptura quae appellatur Salomonis Interdictio,. Dans le monde anglo-saxon, Marcolf apparaît en tant que Saturne.
Le personnage de Marcolfo est cité autour de l'an mille par l'abbé du monastère de Saint-Gall Notker l'Allemand à propos d'une dispute avec le roi Salomon :
| Vieux haut allemand Vuaz ist ioh anderes daz man Marcholfum saget sih éllenon uuider prouerbiis Salomonis? An diên allen sint uuort scôniû, âne uuârheit. | Traduction Qu'est-ce que Marcolfo argumente contre les proverbes de Salomon ? Rien d'autre que de belles paroles sans vérité aucune. |

Des récits similaires sont également rapportés dans de très anciens petits poèmes allemands (Salman und Morolf, vers 1190 ) et russes.
Il existe trois versions de la légende en français, dont deux remontent au XIIe siècle. Il s'agit de simples dialogues dans lesquels Salomon et Marcolf échangent des phrases courtes. Dans l'une, Proverbes de Marcoul et de Salemon, due à Pierre Mauclère, comte de Bretagne, probablement entre 1216 et 1220, l'humour et la parodie sont absents et il semble que l'auteur ait choisi cette forme pour émettre ses propres idées sur la vie et les bonnes manières. Dans la seconde version, le langage de Marcoul est beaucoup plus cru et ses répliques portent essentiellement sur les femmes de mauvaise vie.
L'édition la plus ancienne du récit en latin, Dialogus Salomonis et Marcolfi (le nom de Marcolfo est parfois écrit Marculphus ou Marcolphus) remonte à peu près vers 1470, à laquelle ont succédé de nombreuses autres éditions surtout vers la fin du XVIe siècle, en latin comme en langue vulgaire, tel El dialogo di Salomon e Marcolpho.
Il s'agit d'un dialogue satirique typiquement médiéval, du genre qui appartient habituellement à la tradition des clerici vagantes.

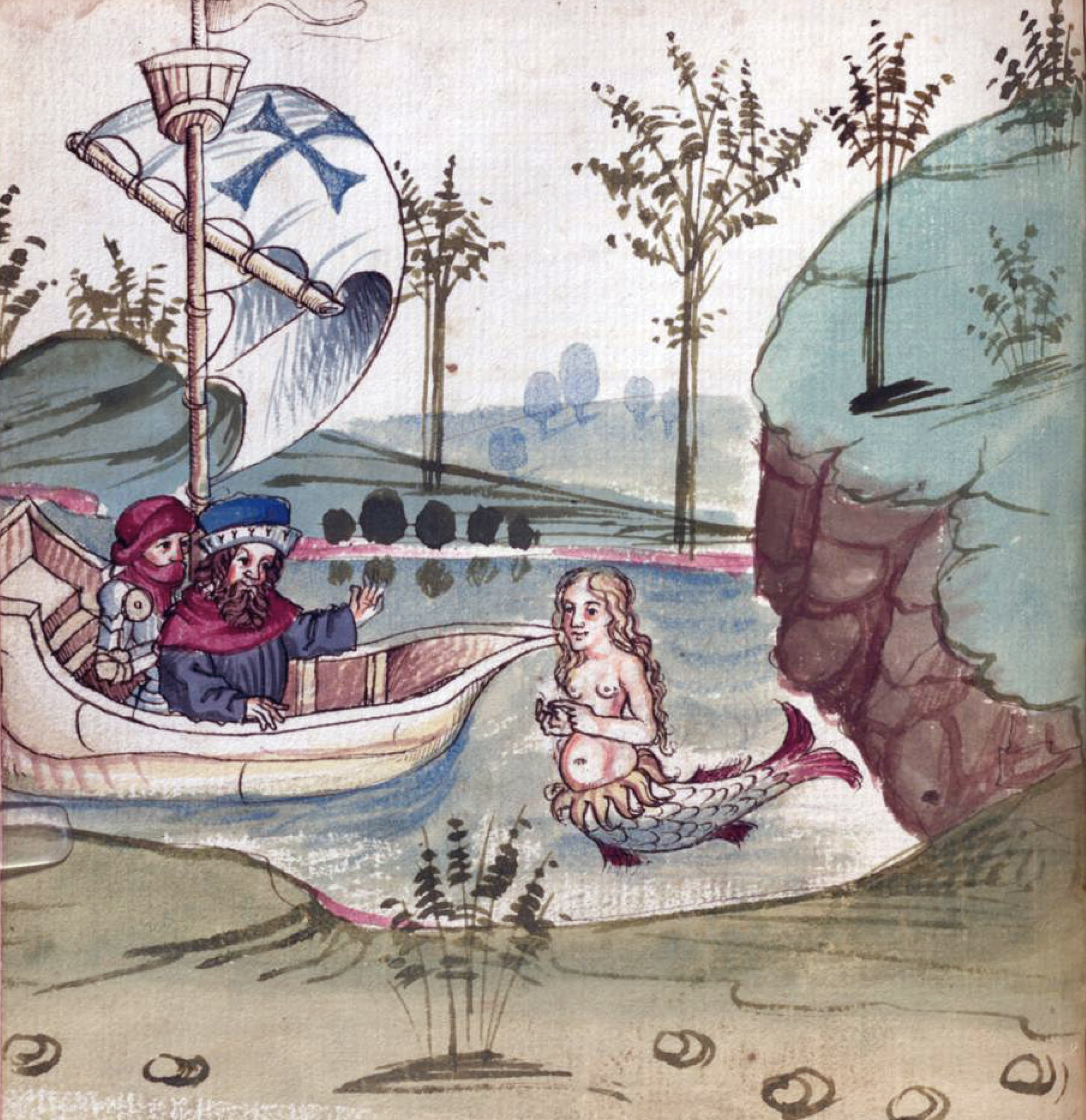
Illustration tirée du manuscrit Salman und Morolf de Hans Dirmstein
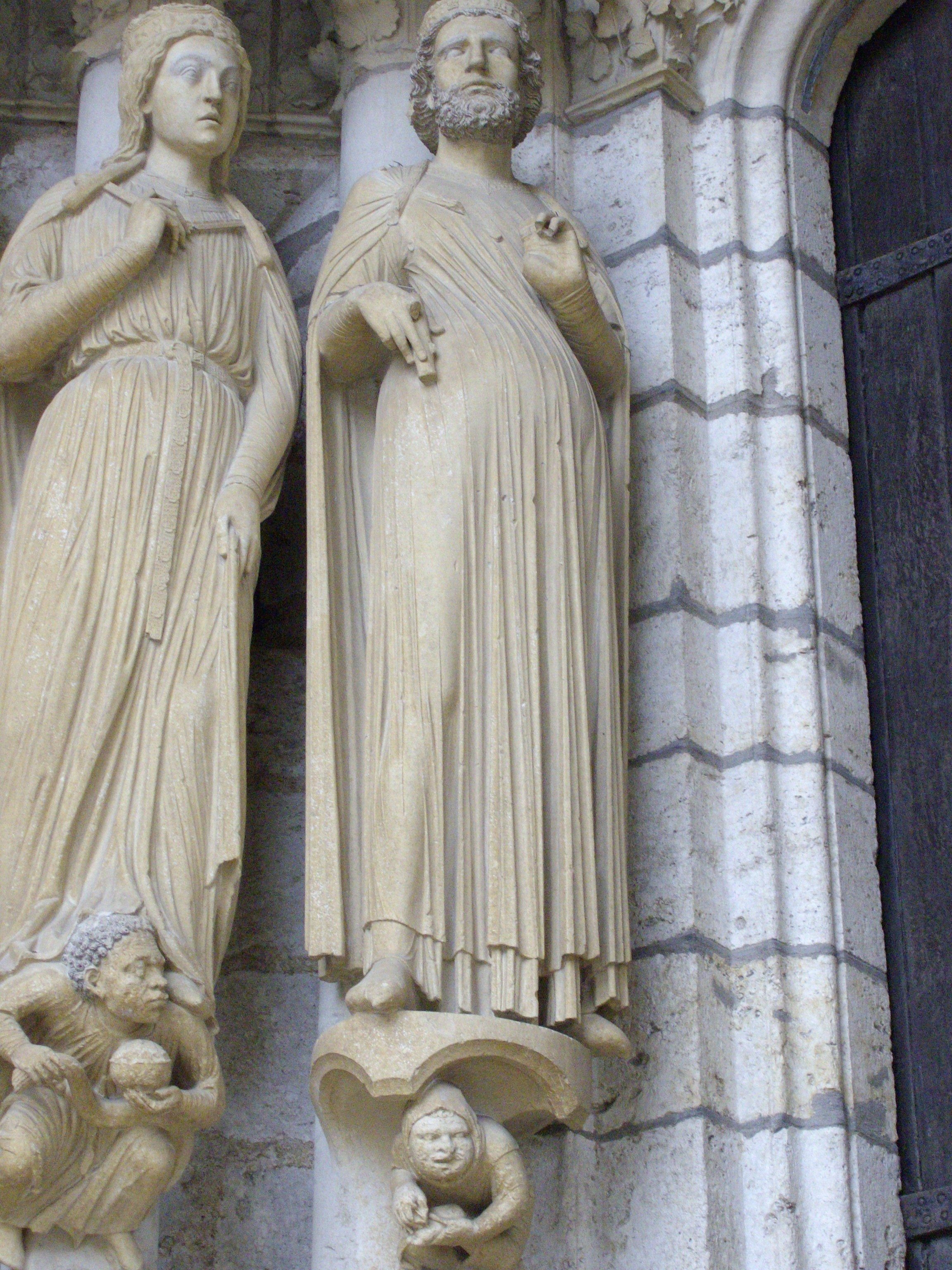
Salomon et Marcolf sur un pilier du portail nord de la cathédrale de Chartres

## Trame
| Latin Cum staret rex Salomon super solium David patris sui, plenus sapiencia et divicijs, vidit quendam hominem Marcolfum nomine a parte orientis venientem, valde turpissimum et deformem, sed eloquentissimum. Uxorque eius erat cum eo, que eciam nimis erat terribilis et rustica. | Italien Il re Salomone, sedendo sul trono di Davide suo padre, colmo di sapienza e di ricchezze, vide un tale individuo di nome Marcolfo che giungeva da oriente, davvero orribile e deforme, ma tanto loquace. E la moglie di questi era con lui, ed anch'essa era davvero terribile e rozza. |

Dans la « Première partie » du Dialogue, le paysan laid et astucieux Marcolfo rencontre le roi Salomon. Après avoir tourné en dérision la généalogie sacrée (Ego sum de duodecim generacionibus prophetarum...) en lui opposant la sienne (Et ego sum de duodecim generacionibus rusticorum...) et celle de sa femme Politana (Uxor vero mea de duodecim generacionibus lupitanarum...), il commence avec le roi une dispute durant laquelle, à la sagesse biblique de Salomon, il oppose son esprit paysan fait de parodies, de sagesse populaire et de jeux de mots vulgaires.
Dans la « Deuxième partie », Marcolfo, accueilli à la cour du roi qui apprécie sa subtilité et sa vivacité, est mis à l'épreuve dans une série de situations insidieuses dont il parvient toujours à se tirer, non sans susciter la colère du roi au point d'être finalement condamné à mort par pendaison, s'en tirant encore grâce à une dernière astuce.
Dans la « Troisième partie », qui n'apparaît pas dans toutes les éditions, Marcolfo rend à Salomon sa reine, qui avait été enlevée avec son consentement par un roi païen, et retrouve ainsi définitivement la confiance du roi.
Deux conceptions différentes de la femme sous-tendent la narration : l'idéalisation vertueuse et extatique du roi Salomon et les portraits vulgaires et machistes qui sortent de la bouche de Marcolfo.

## Postérité
En 1620, Giulio Cesare Croce en tire la célèbre nouvelle : Le sottilissime astuzie di Bertoldo, où le contexte biblique du roi Salomon est remplacé par celui de l'époque du roi lombard Alboïn et le rôle de Marcolfo est tenu par Bertoldo (it). L'esprit du dialogue est largement nettoyé de toute vulgarité et l'aspect satirique en ressort considérablement redimensionné.
Dans la nouvelle suivante, Le piacevoli e ridicolose semplicità di Bertoldino, Croce s'appuie à nouveau sur le récit ancien en introduisant le personnage de Marcolfa (it), femme de Bertoldo, dans un rôle analogue à celui de Politana, femme du Marcolfo médiéval.
En 1984, Mario Monicelli réalise Bertoldo, Bertoldino e Cacasenno, avec Ugo Tognazzi dans le rôle de Bertoldo, Alberto Sordi dans celui du frère Cipolla, Lello Arena jouant le roi Alboino et Annabella Schiavone (it), Marcolfa. Le film doit beaucoup à la saga de Brancaleone avec Vittorio Gassman. Les aventures de Croce se mêlent ici à mille autres idées prises dans la comédie classique et chez les auteurs médiévaux pour restituer l'image d'un moyen âge coloré et caricatural.